# هوهانس هوهانیسیان (دولتمرد)
هوهانس هوهانیسیان (ارمنی: Հովհաննես Հովհաննիսյան؛ زادهٔ ۵ مارس ۱۹۸۰) یک سیاستمدار اهل ارمنستان است که از تاریخ 2019 تا تاریخ سمت نمایندگی دوره هفتم مجلس ملی جمهوری ارمنستان را برعهده داشت.

## زندگی‌نامه
وی در ۵ مارس ۱۹۸۰ در ایروان به دنیا آمد و از دانشگاه دولتی ایروان فارغ‌التحصیل شد. 